# آرمن تیگرانیان (بازیکن فوتبال)
آرمن سارگیسی تیگرانیان (ارمنی: Արմեն Սարգիսի Տիգրանյան؛ زادهٔ ۲۷ نوامبر ۱۹۸۵ در گیومری) یک بازیکن فوتبال در پست هافبک اهل ارمنستان است.

## باشگاهی
از باشگاه‌هایی که در آن بازی کرده‌است می‌توان به شیراک، پیونیک، ذوب‌آهن اصفهان، گومل و اولیس و اشاره کرد.

## تیم ملی
وی همچنین در زیر ۲۱ سال ارمنستان و تیم ملی فوتبال ارمنستان بازی کرده‌است. تیگرانیان نخستین بازی ملی خود را که در چهارچوب مرحله مقدماتی جام جهانی فوتبال ۲۰۰۶ بود در تاریخ ۷ سپتامبر ۲۰۰۵ در مقابل جمهوری چک انجام داده‌است.

## افتخارات
پیونیک
- لیگ برتر فوتبال ارمنستان (۲): ۲۰۰۵، ۲۰۰۶
- سوپر جام فوتبال ارمنستان (۱): ۲۰۰۶